# Huset Progoni
Progoni (albanska: Dinastia e Progonit) var en albansk adlig ätt som grundade det första albanska furstendömet Arberien.[källa behövs]
Progoniätten grundades av Progon.

## Medlemmarna
- Progon
- Gjin Progoni
- Dhimitër Progoni